# Сушков, Михаил Павлович
Михаи́л Па́влович Сушко́в (7 [19] января 1899, Москва — 6 декабря 1983, Москва) — российский и советский футболист, выступавший на позиции полузащитника и нападающего, а также футбольный тренер и спортивный организатор.

## Карьера

### Клубная
Михаил Сушков начал играть в футбол в 1913 году в дачной команде посёлка Расторгуево. В дальнейшем выступал за команды «Мамонтовка», СКЗ, «Яхт-клуб Райкомвода», МСФК, «Трёхгорка», АМО, «Дукат», «Рабис», и «Динамо» (Свердловск).
Кроме клубов входил также в состав сборных Москвы (1922—1924, 1927—1928), Свердловска (1935) и профсоюзов Москвы и СССР.

### Тренерская
Тренерскую карьеру начал в качестве играющего тренера команды «Динамо» (Свердловск). Также являлся главным тренером таких клубов, как «Локомотив» (Москва), «Динамо» (Ереван), «Динамо» (Киев) и «Текстильщик» (Иваново). В 1941 году являлся одним из тренеров московской команды «Профсоюзы-1».

### Организаторская
Был главным тренером отдела футбола Всесоюзного комитета (1947—1953), преподавателем института физкультуры в Пекине (1954—1955), государственным тренером отдела футбола Комитета РСФСР (1956—1957), начальником отдела футбола и хоккея ЦС ДСО «Труд» (1958—1959), председателем и президентом Всесоюзного детско-юношеского клуба «Кожаный мяч» (1964—1983), а также председателем учебно-методической комиссии Федерации футбола СССР (1968—1973). Автор многих учебных пособий по футболу.

## Достижения

### Командные
- Чемпион Москвы: 1923 (осень), 1924 (осень), 1927 (весна), 1929 (осень), 1930 (весна)
- Серебряный призёр чемпионата Москвы: 1922, 1923 (весна), 1928
- Бронзовый призёр чемпионата Москвы: 1924 (весна), 1927 (осень)

## Награды
- Орден Дружбы народов (1979)
- Заслуженный мастер спорта СССР (1948)

## Память
Урна с прахом захоронена в колумбарии на Ваганьковском кладбище.

## Основные труды
- Сушков М. П. Обучение игре в футбол. М.: Физкультура и спорт, 1950. — 168 с.
- Сушков М. П. Обучение игре в футбол. М.: Физкультура и спорт, 1951. — 150 с.
- Suşcov M. P. Învăţarea jocului de fotbal. Bucureşti: Cultură fizică şi sport, 1951. — 131 с.
- Сушков М. П. Футбол: Обучение и тренировка: В помощь общественному инструктору физической культуры. 3-е изд. М.: Физкультура и спорт, 1952. — 148 с.
- Савин С. А., Сушков М. П. Футбол: Учебное пособие для секций коллективов физической культуры. М.: Физкультура и спорт, 1954. — 200 с.
- Савин С. А., Сушков М. П. Футбол: Учебное пособие для секций коллективов физической культуры. 2-е изд., испр. и доп. М.: Физкультура и спорт, 1955. — 247 с.
- Савин С. А., Сушков М. П. Футбол: Учебное пособие для секций коллективов физической культуры (для занятий с начинающими). 4-е изд., перераб. и доп. М.: Физкультура и спорт, 1959. — 244 с.
- Сушков М. П. Уроки по футболу: Учебное пособие для секций коллективов физической культуры (для занятий с начинающими). 6-е изд., перераб. и доп. М.: Физкультура и спорт, 1966. — 191 с.
- Сушков М. П. Кожаный друг: Для детей. Луганск: Донбасс, 1968. — 63 с.
- Сушков М. П., Розин М. Б., Лукашин Ю. С. Ваш друг — «Кожаный мяч». М.: Физкультура и спорт, 1977. — 144 с.
- Сушков М. П. Футбольный театр. М.: Молодая гвардия, 1981. — 224 с.
- Сушков М. П., Розин М. Б., Лукашин Ю. С. Ваш друг — «Кожаный мяч». 2-е изд., перераб. и доп. М.: Физкультура и спорт, 1983. — 168 с.